# Schmidtottia cubensis
Schmidtottia cubensis là một loài thực vật có hoa trong họ Thiến thảo. Loài này được (Standl.) Urb. miêu tả khoa học đầu tiên năm 1923.